# Marienkapelle (Hof Uhlberg)

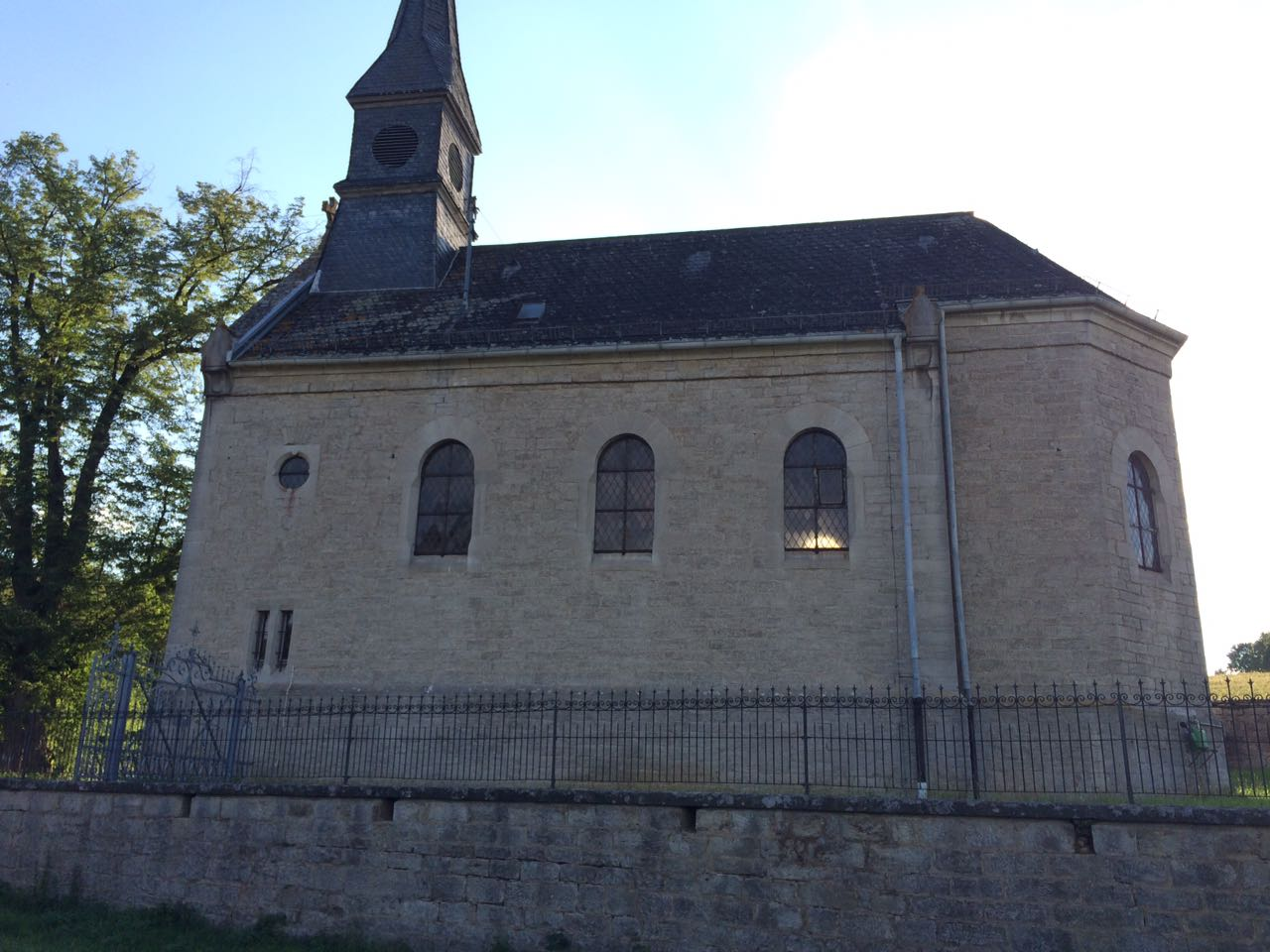
Marienkapelle in Hof Uhlberg

Die römisch-katholische Marienkapelle steht in Hof Uhlberg im Main-Tauber-Kreis.

## Geschichte
Die um 1886 am Rande der Kleinsiedlung erbaute Kapelle besteht aus einem Quaderbau mit Dachreiter und polygonalem Abschluss. Seit 1952 verfügt sie über zwei Glocken der Glockengießerei Friedrich Wilhelm Schilling aus Heidelberg, die im Intervall einer kleinen Terz zueinander gestimmt sind. Die Marienkapelle ist im Besitz der Pfarrgemeinde. Sie wird nur einmal im Jahr für eine Marienandacht geöffnet.
Die Marienkapelle gehört zur Seelsorgeeinheit Grünsfeld-Wittighausen, die dem Dekanat Tauberbischofsheim des Erzbistums Freiburg zugeordnet ist.

## Lage
Die postalische Adresse lautet Hof Uhlberg 9, Grünsfeld.